# Znajdę Cię (film)
Znajdę Cię (oryg. tyt. I’ll find you) – amerykański dramat wojenny z 2019 roku, w reżyserii Marthy Coolidge.

## Produkcja
Pierwotnie tytuł filmu miał brzmieć Music, War and Love. Zdjęcia realizowano od października 2015 roku, m.in. w Łodzi i Krakowie, Berlinie, Londynie i Nowym Jorku. Światowa premiera filmu odbyła się 6 lipca 2019 podczas Taormina Film Fest w Taorminie, natomiast polska premiera 12 lipca 2019 podczas Transatlantyk Festival w Łodzi.

## Fabuła
Bohaterem filmu są: śpiewak operowy i katolik Robert Pułaski (Leo Suter) oraz żydowska skrzypaczka Rachel Rubin (Adelaide Clemens). Zakochana para poprzysięgła sobie, że w przyszłości razem zagra w nowojorskiej Carnegie Hall. W wyniku wybuchu II wojny światowej i niemieckiej inwazji na Polskę, zostają rozdzieleni, a Robert przysięga sobie, że odnajdzie Rachel. Według producent filmu, Zbigniewa Raczyńskiego, fabuła została oparta na historii jego ojca.

## Obsada aktorska
- Adelaide Clemens(inne języki) – Rachel Rubin
- Leo Suter(inne języki) – Robert Pułaski
- Ursula Parker(inne języki) – Rachel Rubin w młodości
- Sebastian Croft – Robert Pułaski w młodości
- Stephen Dorff – generał Huber
- Connie Nielsen – Lena Moser-Drabowska
- Stellan Skarsgård – Benno Moser
- Małgorzata Kożuchowska – Joanna Pułaska, matka Roberta
- Lech Mackiewicz – Jan Pułaski, ojciec Roberta
- Adam Levý – Alexander Rubin, ojciec Rachel
- Karolina Porcari – Miriam Rubin, matka Rachel
- Mirosław Zbrojewicz – Franz Mann
- Sam Gillet – Wolf Mann
- Toby Sebastian(inne języki) – Vlad Dagmarov
- Sophia Decaro – Sara Rubin
- Jacob Ifan(inne języki) – David Rosenwald
- Timon Staehler – Wolf Mann w młodości
- Louis Suc – Vlad Dagmarov w młodości
- Chloe Stannage – Sara Rubin w młodości
- Tommy Rodger – David Rosenwald w młodości
- Monika Dryl – pani Zielińska
- Anna Fender – młoda wiolonczelistka
- Dieter Kraml – trener niedźwiedzia
- Jacek Braciak – komendant SS Josef Kramer
- Marcin Czarnik – Czernecki
- Maciej Zakościelny – Łukasz
- Marcin Miodek – Janek
- Kamil Kula – Martin Beck
- Janusz German(inne języki) – Herman Beck
- Agnieszka Wagner – Kristen Beck
- Weronika Rosati – pani Huber

## Nagrody
- 2019: Taormina Film Fest(inne języki) – Laureat nagrody Taormina Arte: Martha Coolidge[9].
- 2020: Festiwal Niepokorni Niezłomni Wyklęci – Laureaci nagrody Drzwi do Wolności: Fred Roos(inne języki), Bożena Intrator i Zbigniew Raczyński za twórczość, która propaguje ideę wolności[10].